# 하지무라트 가찰로프
하지무라트 솔타노비치 가찰로프(러시아어: Хаджимура́т Солта́нович Гаца́лов, 아르메니아어: Հաջիմուրատ Սուլթան Գացալով, 1982년 12월 11일~)는 러시아의 레슬링 선수, 지도자이다. 2004년 하계 올림픽 자유형 금메달을 획득했으며, 2005, 2006, 2007, 2009년 세계 선수권 대회에서 금메달을 획득하였다. 이후 체급을 올려 2013년 세계 선수권 대회에서 금메달을 획득하였다. 이외에 월드컵에서 3번 우승했고, 세계 군인 체육 대회에서 금메달 2개를 획득했다. 2017년까지 러시아 국가대표 선수로 뛰었으나 2020년에 아르메니아로 귀화하여 아르메니아 국가대표 선수가 되었다. 그러나 부상으로 인해 아르메니아 대표팀 경기에 출전하지 않고 은퇴했다.

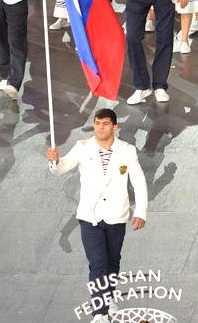
2015 유러피언 게임 개막식 당시의 가찰로프